# Município de Mad River (condado de Champaign, Ohio)
O município de Mad River (em inglês: Mad River Township) é um município localizado no condado de Champaign no estado estadounidense de Ohio. No ano de 2010 tinha uma população de 2.821 habitantes e uma densidade populacional de 25,48 pessoas por km².

## Geografia
O município de Mad River encontra-se localizado nas coordenadas 40° 04′ 28″ N, 83° 51′ 32″ O. Segundo a Departamento do Censo dos Estados Unidos, o município tem uma superfície total de 110.71 km², da qual 110,39 km² correspondem a terra firme e (0,29 %) 0,33 km² é água.

## Demografia
Segundo o censo de 2010, tinha 2.821 habitantes residindo no município de Mad River. A densidade populacional era de 25,48 hab./km². Dos 2.821 habitantes, o município de Mad River estava composto pelo 97,84 % brancos, o 0,64 % eram afroamericanos, o 0,18 % eram amerindios, o 0,28 % eram asiáticos, o 0,46 % eram de outras raças e o 0,6 % eram de uma mistura de raças. Do total da população o 0,99 % eram hispanos ou latinos de qualquer raça.